# آندراش
آندراش (به مجاری: András) یک نام کوچک مجاری و هم‌ریشه با «اندرو» (Andrew) است. آندراش ممکن است به یکی از موارد زیر اشاره داشته باشد:
- آندراش بالتسزو
- آندراش بارونیی
- آندراش هارگیتای
- آندراش کالی-ساندرس
- آندراش شیف
- آندراش شیمون